# Aculus phyllocoptoides
Aculus phyllocoptoides är en spindeldjursart som först beskrevs av Alfred Nalepa 1891.  Aculus phyllocoptoides ingår i släktet Aculus, och familjen Eriophyidae. Arten är reproducerande i Sverige.